# LGBT práva v Jižní Koreji
Lesby, gayové, bisexuálové a translidé (LGBT) se v Jižní Koreji setkávají s právními komplikacemi a diskriminací, které jsou pro většinové obyvatelstvo neznámé. Mužská i ženská stejnopohlavní sexuální aktivita je v Jižní Koreji legální, ale páry stejného pohlaví a domácnosti jimi tvořené nemají žádný právní status, ať už ve formě manželství nebo registrovaného partnerství. Jihokorejský právní řád navíc nepamatuje na žádnou ochranu LGBTIQ+ minority před diskriminací, ani netrestá vyšší sazbou přečiny a zločiny motivované jinou sexuální orientací nebo genderovou identitou poškozených.  
Jihokorejská ústava a občanský zákoník se o homosexualitě nijak specifiky nezmiňují. Článek 31 zákona o národním výboru pro lidská práva (National Human Rights Commission Act) praví, že žádný jednotlivec nesmí být diskriminován pro svou sexuální orientaci. LGBTIQ+ menšině nicméně není umožněno otevřeně sloužit v ozbrojených složkách, ačkoliv byl zákon trestající „sodomii“ v armádě několikrát zrušen jihokorejským nejvyšším soudem.
Translidé mohou v Jižní Koreji procházet chirurgickou změnou pohlaví po dosažení 20 let věku s uzákoněnou možností vydání nových úředních dokumentů reflektujících jimi preferovanou genderovou identitu. Jednou ze známých jihokorejských umělkyň je Harisu, která se v roce 2002 stala druhou osobou, jenž v Jižní Koreji prošla úspěšnou úřední tranzicí.
Homosexuální Korejci se stále potýkají s nepochopením a předsudky jak doma, tak i na pracovišti, a často svou odlišnou sexuální orientaci před rodinou, přáteli a kolegy tají.
V srpnu 2017 nařídil jihokorejský nejvyšší soud tamní vládě přiznat nově vznikající LGBT lidskoprávní nadaci „Beyond the Rainbow“ (korejsky:비온뒤무지개재단) status charity pod záštitou resortu spravedlnosti, bez něhož by si nemohla od daňového základu odečítat poskytnuté dary a jinak plně fungovat v souladu se zákonem o nestátních neziskových organizacích. V roce 2014 jihokorejská vláda přistoupila k deklaraci OSN odmítající anti-LGBTIQ+ diskriminaci.

## Stejnopohlavní soužití
Jižní Korea dosud neuzákonila homosexuální manželství ani registrované partnerství párů stejného pohlaví. V říjnu 2019 oznámila jihokorejská vláda, že přizná právní status stejnopohlavním manželům zahraničních diplomatů, vyjma homosexuálních chotí jihokorejských diplomatů sloužících v zámoří.
V říjnu 2014 předložila skupina poslanců Demokratické strany návrh zákona o registrovaném partnerství párů stejného pohlaví. Nicméně tento zákon se nikdy nedostal do fáze hlasování.
V červenci 2015 se herec Kim Jho Gwangsoo a jeho partner Kim Seung-Hwan rozhodli dát žalobu s požadavkem na přiznání právního statusu jejich sňatku. Distriktní soud v Západním Soulu (Seoul Western District Court) jejich podnět zamítl. Stejné stanovisko pak zaujaly i další odvolací soudy. Oba stěžovatelé v reakci na to oznámili, že svůj případ postoupí jihokorejskému nejvyššímu soudu (Supreme Court of Korea).
V květnu 2019 uzavřela Kim Gyu-Jin lesbické manželství v New Yorku a požádala jihokorejské úřady o registraci jejich sňatku. V listopadu téhož roku si obě ženy uspořádaly symbolickou svatbu v Soulu navzdory skutečnosti, že Jižní Korea stejnopohlavní manželství dosud neuzákonila. V květnu 2020 na počest oslav jejich prvního výročí se Kim Gyu-Jin a její manželka rozhodly požádat místní matriku o registraci jejich svazku, ale neuspěly. Se svými zkušenostmi v boji za manželství párů stejného pohlaví se dotyčná podělila s širší veřejností na svém blogu 'Living as an openly queer in Korea'. Poté pak dostala také prostor v několika jihokorejských médiích, včetně veřejnoprávní Korean Broadcasting System (KBS). O páru se pak následně také psalo na titulní stránce KakaoTalk. „Pod článkem se objevilo přibližně 10 tisíc komentářů, z toho 80 % negativních,“ uvedla Kim. Někteří diskutující vyzvali obě ženy k okamžitému vystěhování z KOreje. Jiní vyjádřili obavy z negativních dopadů lesbických svateb na společnost a tradiční rodiny. Některé z komentářů byly natolik alarmující a výhružné, že se dotyčné po poradě s právníkem rozhodly podat přibližně 100 trestních oznámení na dotyčné osoby.
V lednu 2021 soulský resort rodiny a genderové rovnosti navrhl změny vyhlášek týkajících se matrik a zdravotní péče, který by rodičům samoživitelům a nesezdaným párům přiznal status rodiny s tím, že by se ale tato změna týkala pouze heterosexuálních párů. „O párech stejného pohlaví se vůbec nevedly žádné debaty. Jejich uznání není na pořadu dne,“ uvedl blíže nejmenovaný mluvčí příslušného úřadu, který na své vlastní přání zůstal v anonymitě.

## Ochrana před diskriminací
Zákon o národním výboru pro lidská práva (National Human Rights Comission Act, korejsky:국가인권위원회법) přijatý v roce 2001 ustavil Národní výbor pro lidská práva Korejské republiky (National Human Rights Commission of Korea - NHRCK) Dle korejských zákonů působí NHRCK jako nezávislý orgán dohlížející na dodržování základních lidských práv a svobod. Do pole jeho působnosti spadá i ochrana jiných sexuálních orientací před diskriminací. Dojde-li NHRCK k závěru, že v nějakém případě došlo k diskriminaci, spadá do jeho kompetence zahájit vyšetřování a vydat příslušná stanoviska, která pak postoupí příslušným autoritám.
Jihokorejské antidiskriminační zákony nicméně nezakazují homofobní a transfobní diskriminaci. V průběhu let bylo předloženo několik novel antidiskriminačního zákona. V roce 2007 byl předložen vládní návrh novely antidiskriminačního zákona z dílny resortu spravedlnosti, ale po velké vlně odporu se od něj upustilo. V roce 2013 byla navržená další novela antidiskriminačního zákona chránící jiné sexuální orientace, náboženská vyznání a politická přesvědčení. Ta se posléze stala terčem ostré kritiky z řad konzervativních skupin. Během sedmnáctého volebního období byl předložen poslanecký návrh novely antidiskriminačního zákona z dílny Ron Hoe-chana. S podobnou iniciativou pak přišel v nadcházejícím volebním období bývalý právník Kwon Young-gil. Od obou legislativních návrhů bylo upuštěno aniž by došlo k jakékoliv rozsáhlé politické a veřejné debatě. S dalšími návrhy přišli během devatenáctého volebního období bývalí právníci Kim Han-gil a Choi Won-sik, ale nakonec se je po obdržení námitek rozhodli stáhnout. V roce 2019 se jihokorejský parlament Kukhö neúspěšně pokusil uspořádat veřejné slyšení na téma rozsáhlé antidiskriminační legislativy. Většina námitek a kritiky novel antidiskriminačních zákonů přichází z řad konzervativních Protestantů. Během dvacátého volebního období předložil právník Kim Tae-heum (Velká národní strana) návrh novely zákona o národním výboru pro lidská práva, který by z působnosti NHRCK vyňal kategorii jiných sexuálních orientací. V roce 2019 předložil poslanec Ahn Sang-soo návrh novely zákona o národním výboru pro lidská práva rušící ochranu jiných sexuálních orientací a omezující legální rozeznávání pohlaví výhradně na biologickou bázi. K navržené legislativě se připojilo 40 z 300 volených poslanců jihokorejského jednokomorového parlamentu Kukhö. Novela zákona upravujícího působení nezávislého orgánu dohlížejícího na dodržování základních lidských práv a svobod se stala terčem kritiky a protestů z řad LGBTIQ+ aktivistů a Amnesty International.
Do roku 2019 si Strana spravedlnosti kladla za cíl připravit rozsáhlý návrh antidiskriminačního zákona. Dle průzkumu z roku 2014 zastávalo 85 % Jihokorejců názor, že by lidem jiné sexuální orientace měla být přiznána ochrana před diskriminací. Nejaktuálnější průzkum Gallup Korea z roku 2017 ukázal, že 90 % Jihokorejců plně podporuje rovné pracovní příležitosti LGBTIQ+ osob.
23. prosince se jihokorejský prezident Mun Če-in ve zvláštní zprávě Národního výboru pro lidská práva vyslovil pro nutnost přijetí rozsáhlé antidiskriminační legislativy. Mun sice připustil, že připravované zákony polarizují společnost, ale vyjádřil naději, že se na parlamentní půdě aspoň uskuteční několik veřejných slyšení na toto složité téma. Pro přijetí antidiskriminačního zákona se vyslovily i mezinárodní organizace, konkrétně výbory Spojených národů proti rasové diskriminaci, diskriminaci žen, ekonomická, sociální a kulturní práva, práva dětí a lidská práva. Přijetí rozsáhlého antidiskriminačního zákona bylo jednou z Mun Če-inových 10 priorit v prezidentských volbách 2012, ve kterých ale zvítězila konzervativní kandidátka Pak Kun-hje. Po inauguraci v roce 2017 se Mun Če-in zdráhal přijímat takové zákony z důvodu odporu z řad vládní Demokratické strany.

### Provinční úroveň
[[File:South Korean divisions with LGBT protections.svg|thumb|right|Mapa jihokorejských provincií, měst a distriktů s vlastními zákony proti anti-LGBTIQ+ diskriminaci

Mapa jihokorejských provincií, měst a distriktů s vlastními zákony proti anti-LGBTIQ+ diskriminaci
legend|#800080|Zákaz diskriminace na základě sexuální orientace

V současné době přijalo 15 jihokorejských zastupitelstev vlastní zákony a vyhlášky proti homofobní a bifobní diskriminaci. Jejich působnost však není celostátní, nýbrž pouze lokální, tedy soustředěná jen na konkrétní provincii, metropoli, město či distrikt. Mezi nejvyšší jihokorejské správní celky, které přijaly vlastní vyhlášky proti anti-LGBTIQ+ diskriminaci patří: Speciální město Soul, Jižní Kjongsang, Speciální autonomní provincie Čedžu, Severní Čchungčchong a Jižní Čchungčchong.
Jižní Kjongsang přijal anti-diskriminační vyhlášku v březnu 2010. V jejím textu stojí, že žádný občan nesmí být vystaven nepříznivému zacházení na základě pohlaví, náboženského vyznání, tělesného postižení, věku, sociálního statusu, rasy, původu, etnika, státního občanství, psychického stavu, jakož i rodinného stavu, politického přesvědčení a sexuální orientace.
Soul přistoupil k vlastní anti-diskriminační politice v září 2012 v souladu se stávajícím zákonem o národním výboru pro lidská práva (National Human Rights Comission Act). Přijetí příslušné místní vyhlášky vyvolalo silný odpor z řad konzervativních skupin.
Podobná opatření a politiku později přijaly i Speciální autonomní provincie Čedžu a Severní Čchungčchong v říjnu 2015.
Vlastní vyhlášky proti homofobní a bifobní diskriminaci přijaly i jednotlivé obce a distrikty. Mezi ně patří:
- Yeonje District, Pusan (listopad 2010)
- Suyeong District, Pusan (prosinec 2010)
- Buk District, Ulsan (leden 2011)
- Nam District, Pusan (květen 2011)
- Buk District, Pusan (březen 2012)
- Jung District, Ulsan (duben 2013)
- Dong District, Tedžon (duben 2015)
- Haeundae District, Pusan (červenec 2015)
- Eunpyeong District, Soul (říjen 2015)
- Hwasun County, Jižní Čolla (prosinec 2017)

### Školství
Kjonggi přijala vlastní školskou vyhlášku proti šikaně žáků a studentů na základě sexuální orientace v říjnu 2010. Kwangdžu se přidala v říjnu 2011 a Soul v lednu 2012. Soulská školská vyhláška chránící děti a mladistvé před diskriminací zahrnuje mimo jiné i genderové identity, tedy žáky a studenty procházející tranzicí. Severní Čolla přijala vlastní zákon proti šikaně sexuálních menšin v lednu 2013.
O přijetí podobných zákonných opatření se momentálně vedou debaty v Jižním Kjongsangu,Inčchonu a Pusanu.

### Další anti-diskriminační zákony
Dalším symbolickým gestem na ochranu práv sexuálních menšin je vnitřní politika jihokorejské policie a pobřežní stráže zakazující nucené vyoutovávání LGBTIQ+ osob.
V listopadu 2017 přijalo město Kodže mediální vyhlášku zakazující tamním televizím, rozhlasu a novinám šířit informace podporující diskriminaci jiných sexuálních orientací.

### Ústavní práva
Jihokorejská ústava explicitně zakazuje diskriminaci na základě pohlaví, náboženství a sociálním statusu. Dle stanoviska resortu vnitra lze termín „sociálního statusu“ aplikovat i na příslušníky LGBTIQ+ menšiny. Nejsou nicméně dosud zaznamenány případy aplikace ústavní ochrany na LGBTIQ+ oběti diskriminace a harašmentu.

### Zdravotnictví
V lednu 2022 odmítl jihokorejský soud přiznat homosexuálnímu páru benefity ze zdravotního pojištění, jelikož druhý z partnerů nebyl opačného pohlaví. Dotyční se proti rozhodnutí odvolali k soudu vyšší instance a nyní se čeká na další stanovisko.

## Služba v armádě
Vojenská služba je povinná pro všechny muže v Jižní Koreji. Vojenský úřad pro lidské zdroje se v rámci odvodů zaobírá jak fyzickou, tak i psycholickou stránkou branců, jejíž součástí je rovněž oblast sexuálních preferencí. Homosexuální vojáci v aktivní službě jsou shledáváni jako osoby trpící poruchou osobnosti či chování a jsou buď podrobováni psychiatrickému vyšetření, případně vylučováni z řad armády, a to i přes zákaz vojenského soudu. Případem se momentálně zabývá Ústavní soud Korejské republiky.

## Práva translidí
Z rozhodnutí Nejvyššího soudu Korejské republiky má každá svobodná a bezdětná osoba starší 20 let přístup k operativní změně pohlaví. V případě MtF (žen v mužském těle) je potřeba dokázat, že je daná osoba nezpůsobilá sloužit v armádě. 22. června 2006 mají z rozhodnutí Nejvyššího soudu osoby, které podstoupily úspěšnou chirurgickou změnu pohlaví, právo na vydání nových dokumentů. Nová identita musí být zaznamenaná jak v osobních dokumentech, tak i v evidenci obyvatelstva. V březnu 2013 umožnil obvodní soud pro Západní soulský distrikt pěti FtM (mužů v ženském těle) projít úřední změnou pohlaví bez chirurgického zásahu.

## Životní podmínky
Korejské označení pro homosexuála je tongsongedža (korejsky: 동성애자, hanča: 同性愛者). Méně politicky korektní pak je tongsongjonedža (hangul: 동성연애자, hanča: 同性戀). Jihokorejští homosexuálové nicméně častěji používají výraz ibanin (hangul: 이반인, hanča: 異般人 nebo 二般人), který je často překládán jako „člověk jiného typu“, a který je obvykle spojován se slovem iban (hangul: 이반, hanča: 異般). To je pak spjaté s termínem ilban-in (hangul: 일반인, hanča: 一般人) označující „normální osoby“. K označování LGBTIQ+ lidí se v Jižní Koreji, ale také používají slova převzatá z angličtiny. Z těch pak v kombinaci s korejským jazykem vznikají různé zkomoleniny: lesby označované jako redžubion nebo josonge (hangul: 레즈비언 nebo 여성애, hanča: 女性愛), gayové jako kei nebo namsonge (hangul: 게이 nebo 남성애, hanča: 男性愛), queer jako kchüo (hangul: 퀴어), transgender jako tchurensudžendo (hangul: 트랜스젠더) a bisexuálové jako jangsongedža (hangul: 양성애자, hanča: 兩性愛者).
Homosexualita zůstává v jihokorejské společnosti i nadále tabu a je jen velmi tiše tolerovaná. Nedostatečná informovanost a visibilita mají pak za následek jen velmi slabou gay scénu v Jižní Koreji. V jihokorejských metropolích působí jen málo gay kaváren a klubů, z nichž nejvíc je soustředěno v převážně cizinci obývané soulské čtvrti Itchewon, zejména v oblasti nesoucí přezdívku „Homo-hill“. Bohatou gay scénu, včetně obchodů, kaváren a nadací, má ale i čtvrť Čongno, pro kterou není typická západní klientela. Dle průzkumu z roku 2017 je distrikt Čongno, čtvrť přímo v centru jihokorejského hlavního města Soulu, prosperující gay čtvrtí s rostoucí kvalitou poskytovaných služeb nabízející LGBTIQ+ Korejkám a Korejcům zázemí, v němž mohou bezpečně projevovat svou odlišnou sexuální orientaci nebo genderovou identitu, a to i v semiheteronormativních podnicích. Přestože se studie soustředila pouze na dobře známou kavárnu Gay Bean, byly ve čtvrti Čongno k mání i další podniky soustřeďující se sice na heterosexuální klientelu, ale profilující se jako „gay friendly“.
V posledních letech v kombinaci s tabuizací, konzumním kapitalismem, tržní ekonomikou a v neposlední řadě i gay gentrifikaci (známá také jako takzvaný „efekt gaytrifikace“ - gaytrification effect) čtvrti Itchewon vedla ke vzniku dalších míst i mimo tuto oblast z důvodu rostoucí konkurence.
LGBTIQ+ jihokorejská mládež se často stává obětí šikany a diskriminace. Dle Human Rights Watch se mladé Korejky a Korejci s odlišnou sexuální orientací nebo genderovou identitou často setkávají s ostrakizací, kyberšikanou a fyzickými ataky. Příkladem je například 22letá lesbická žena, kterou její spolužáci na střední škole poté, co se vyoutovala, začali verbálně napadat slovy „Jsi homosexuální, jsi špinavá!“. Slovy dvaadvacetiletého homosexuálního muže spolužáci na školách často slovo „gay“ používali jako nadávku a označovali jí tak chlapce, kteří se jim třeba jenom jevili jako homosexuálové. Dle sedmnáctileté dívky byli její spolužáci a kolegové studenti často toho názoru, že by gayové a lesby měli umřít, přičemž nálepku osoby jiné sexuální orientace častokrát získávali i ti, kteří projevovali i jen velmi náklonnost ke stejnému pohlaví.
Hlavním odpůrcem aktivismu za LGBTIQ+ lidská práva jsou křesťanské skupiny, zejména pak protestanti. V posledních letech díky růstu informovanosti jihokorejské společnosti o sexuálních menšinách, několik konzervativních skupin uspořádalo veřejné mítinky a demonstrace proti LGBTIQ+ právům a událostem s poukazem na potřebu očistit LGBTIQ+ menšinu od jejích „hříchů“. Těchto akcí se účastnilo i několik jihokorejských politiků.

### Média
V roce 1998 byl dán do oběhu první gay časopis Buddy spolu s dalšími reklamními předměty.
Svou cestu si do jihokorejské kinematografie našel i film Wangui namdža, film s gay tematikou založený na soudním sporu mezi králem a jeho bavičem. Film se setkal s vysokou úspěšností v korejské filmové historii a překonal i známé hity jako jsou Silmido a Pouta války. Korejský název filmu Wangui namdža je „왕의 남자“, což je často interpretováno jako „Králův muž“ a v podstatě to přímo odkazuje na fakt, že se jedná o králova milence. Dalšími podobnými filmy jsou Ssanghwadžom (쌍화점) a Huhöhadži ana (후회하지 않아) režírovaný I-song Hui-ilem (이송희일), známou filmovou osobností, která se objevila na Mezinárodním filmovém festivalu v Pusanu.
Gay tematika se v poslední době stává běžnou součástí jihokorejské televize a mainstreamu. V roce 2010 měla premiéru telenovela Insengun arumdawo (인생은 아름다워) na televizním kanále SBS pojednávající o milostném vztahu mezi dvěma muži, kteří svůj vztah tajili před rodinou, jež jim nevědomky dohazovala partnerky. Ten samý rok se objevil na kanálu MBC film Keinui čchwihjang (개인의 취향) o muži, který se vydává za gaye, aby mohl žít ve společné domácnosti se ženou. Ještě předtím se roku 2008 v pozdních večerních hodinách vysílal diskusní pořad s názvem Coming Out na tvN, v němž vystupovali homosexuální herec a herečka diskutující o postoji veřejnosti k jejich sexuální orientaci.
Součástí otevřeného LGBT entertainmentu je také modelka a herečka Harisu, transžena pravidelně vystupující v médiích. Herec Hong Sok-čchon, který byl nejdřív po vyoutování propuštěn ze zaměstnání a následně znovu přijat, se v televizních debatách na téma práv sexuálních menšin rovněž objevuje.
Populární otevřeně homosexuální herec kim Či-hu se 8. října 2008 oběsil z důvodu homofobie a předsudků.
Drama Kchullop Pillitchisui ttaldul pojednávající o životě leseb bylo vysíláno 7. srpna 2011. Film se však setkal s tak vysokou vlnou odporu ze strany veřejnosti, že rada televize KBS na čtyři dny přerušila vysílání.
XY She s tematikou MtF translidí bylo staženo z oběhu ihned po odvysílání první epizody, která se rovněž setkala s vysokým odporem. Televize tehdy své rozhodnutí pozastavit vysílání seriálu odůvodnila ochranou svých zaměstnanců a dalších osob čelících útokům.
V roce 2013 se režisér Kim-džo Kwang-su a jeho partner Kim Sung-hwan stali první jihokorejským veřejně sezdaným homosexuálním párem i přes fakt, že zdejší zákony jejich manželství neuznávají.
V roce 2016 uložil Korejský mediální výbor (Korea Communications Standards Commission) pokutu křesťanské rozhlasové společnosti za anti-LGBTIQ+ interview, v němž zaznělo, že po přijetí zákonů proti anti-LGBTIQ+ diskriminaci bude ihned následovat legalizace pedofilie a bestiality, a že se Jižní Korea stane ohniskem epidemie HIV/AIDS a jiných pohlavně přenosných chorob. 
V březnu 2016 debutovala v dívčí K-pop skupině Mercury Čchö Han-bit, transgender modelka, herečka a zpěvačka. V lednu 2018 debutoval zpěvák Holland, který se tak stal prvním otevřeně homosexuálním K-pop idolem v Jižní Koreji. Proslavil se například písní „Neverland“.
V roce 2017 byl dán do oběhu film Mesodu, který pojednává o homosexuálním vztahu mezi hercem a korejským pop idolem. V roce 2020 bylo zahájeno vysílání televizního seriálu Třída z Itaewonu, jehož vedlejším tématem je problematika transgenderu znázorněná herci I Ču-jong a Hong Sok-čchonem.
V květnu 2020 se jeden ze soulských gay barů stal terčem nežádoucí mediální pozornosti v souvislosti s rozšířením nákazy covidem-19.

### Festivaly hrdosti

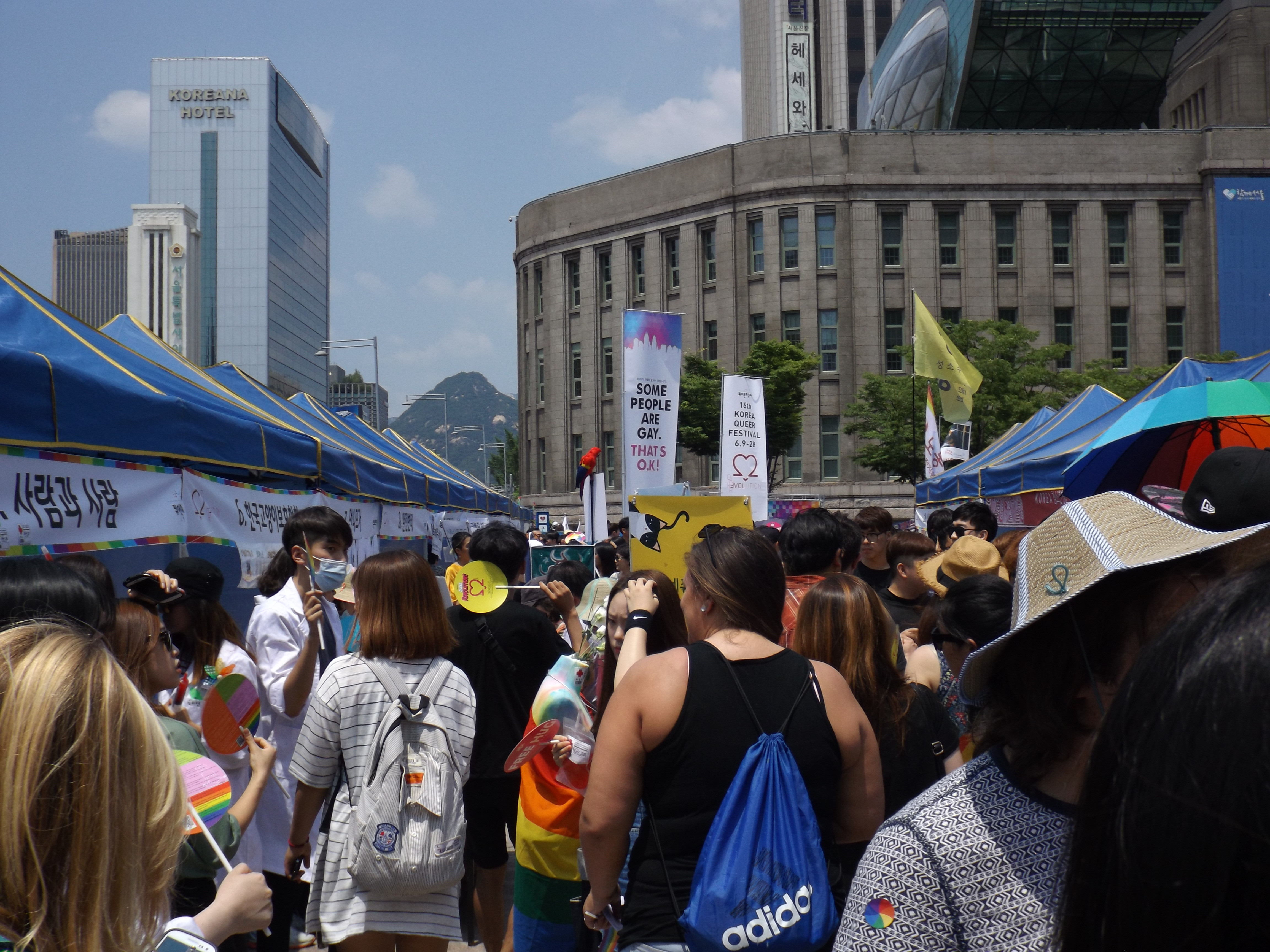
Seoul Pride, 2015

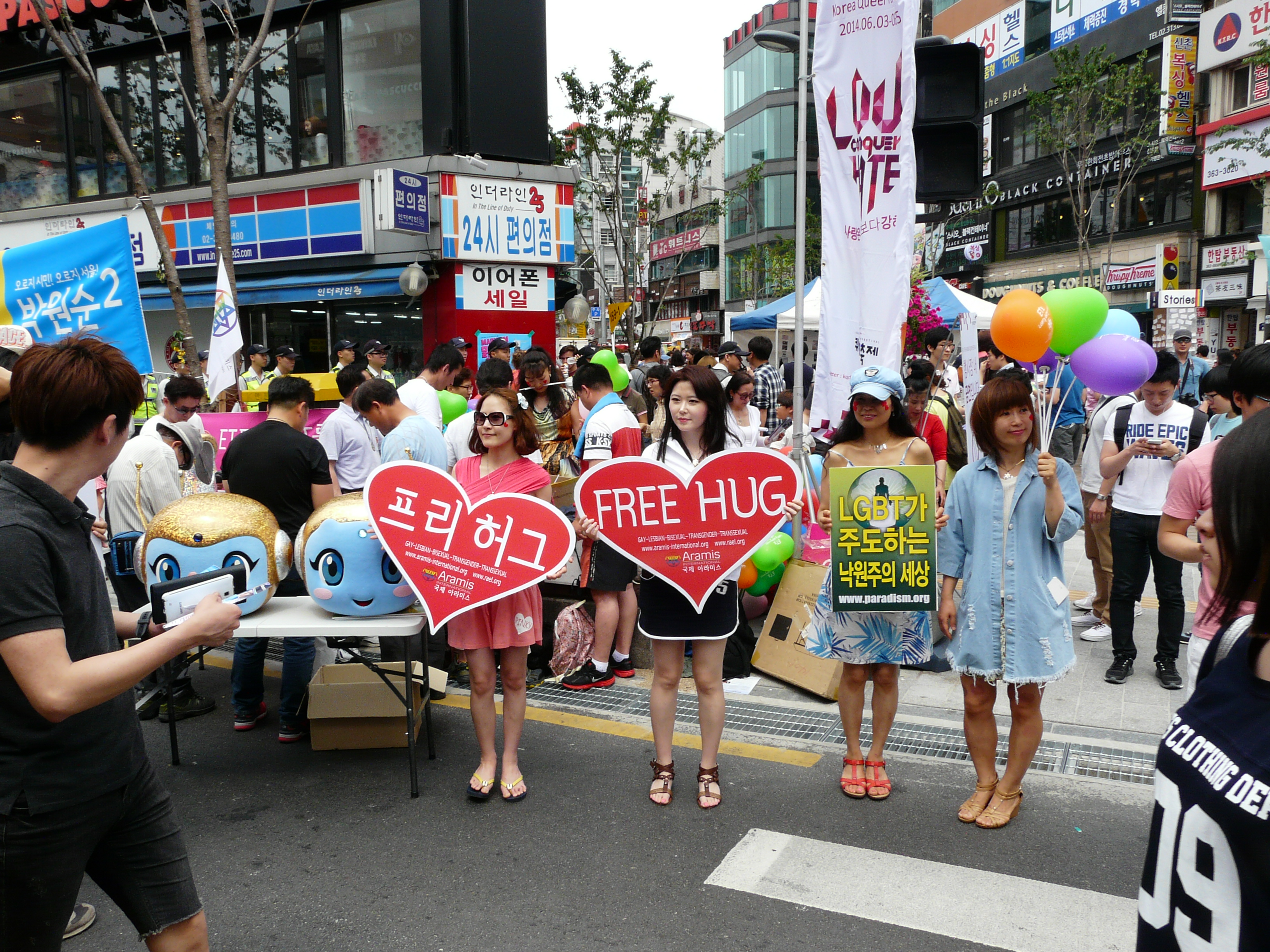
Účastníci festivalu Seoul Queer Culture Festival, 2014

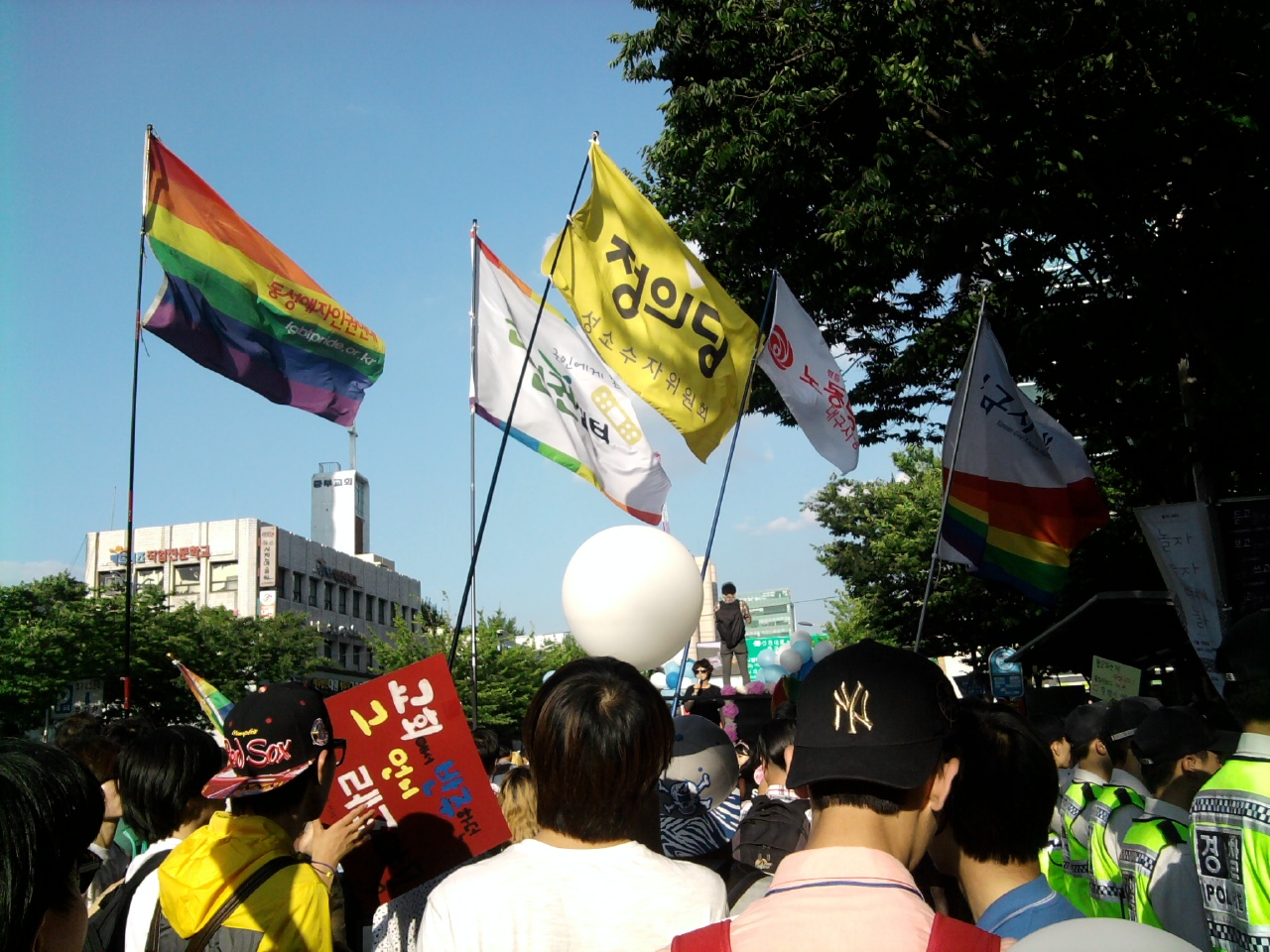
Daegu Pride, 2014. Na pravé straně se nachází policisté chránící účastníky festivalu před několika odpůrci, kteří se snaží narušit klidný průběh akce.

Seoul Queer Culture Festival, taktéž známý jako „Korea Queer Culture Festival“ nebo zkráceně „Seoul Pride“, je největší LGBTIQ+ událostí v Jižní Koreji. První ročník se konal v roce 2000 s 50 účastníky, přičemž jeho návštěvnost rok s rokem stoupá. V roce 2015 se soulská policie (Seoul Metropolitan Police Agency) z důvodu zvýšeného bezpečnostního rizika v souvislosti s demonstracemi křesťanských fundamentalistů rozhodla konání akce zakázat. Tento dekret pak následně zrušil Správní soud v Soulu (Seoul ADministrative Court) a festival hrdosti s účastí 20 tisíc lidí se nakonec uskutečnil. V roce 2016 akce přilákala 50 tisíc lidí. V červenci 2017 se počet zúčastněných vyšplhal až na 85 tisíc (dle odhadů organizátorů). Součástí celé události byla i demonstrace na podporu LGBTIQ+ lidských práv. V roce 2018 byla spuštěná online petice s 220 tisíci podpisy požadující po soulských zastupitelích zákaz konání Seoul Pride. Navzdory této kontraakci se festival s účastí více než 100 tisíc lidí uskutečnil. V červenci 2019 se konzervativní křesťanské skupiny opět pokusili akci bojkotovat s odvoláním se na ochranu práv dětí. Příslušné úřady jejich námitku vyhodnotily jako neoprávněnou. O několik dní poté se uskutečnil v pořadí již 20. ročník Seoul Queer Culture festival, který přilákal cca 150 tisíc lidí.
Další každoroční festivaly hrdosti sexuálních menšin v Jižní Koreji, byť menšího charakteru, probíhají od roku 2009 v Tegu, a od 23. září 2017 v Pusanu. V roce 2018 během konání druhého ročníku v Pusanu musely přibližně 2000 policistů chránit cca 15 tisíc účastníků před útoky anti-LGBTIQ+ aktivistů. Kwangdžu a Čedžu hostily své první LGBTIQ+ události v roce 2017. První pochod hrdosti sexuálních menšin v Kwangdžu měl doslova charakter protestu proti současně probíhajícímu anti-LGBTIQ+ shromáždění. Další jihokorejská města, včetně Inčchonu a Čondžu, hostila své první festivaly hrdosti v roce 2018. Inčchonští zastupitelé se původně pokusili akci zakázat s odvoláním se na nedostatek parkovacích míst. Organizátoři se však proti rozhodnutí úřadů odvolali a akce proběhla tak jako tak. Skončila však násilným střetem s cca 1000 křesťanskými fundamentalisty, kteří napadli zúčastněné. V dubnu 2019 podali organizátoři gay pride v Inčchonu několik žalob proti křesťanským duchovním, kteří narušili poklidný průběh akce. Další podněty byly dány ke korejským úřadům pro lidská práva z důvodu nečinnosti policejních složek, které proti násilí ze strany anti-LGBTIQ+ aktivistů nezasáhly.
V květnu 2018 se v jihokorejském hlavním městě Soulu odehrál první festival hrdosti drag queens. Akce proběhla bez větších incidentů.
V roce 2020 se tři jihokorejská města rozhodla konání Queer Culture Festival přerušit z důvodu probíhající celosvětové pandemie covidu-19. Mediální skupina 'Dotface' se proto rozhodla pro konání akce v online prostředí. Lidé se tedy festivalu zúčastnili ze svých domovů prostřednictvím avatarů, které si vytvořili na svém Instagramu pod hashtagem #우리는없던길도만들지 #온라인퀴퍼 (online Queer Parade).

## Veřejné mínění
Jihokorejská společnost se poslední dobou v nahlížení na homosexualitu a LGBT práva velmi zlepšuje navzdory skutečnosti, že v zemi stále dominují konzervativní postoje. Výzkum Gallup z roku 2013 shledává, že 39 % lidí nahlíží na homosexualitu jako na společensky akceptovatelnou, což je vysoký nárůst oproti roku 2007, kdy takto odpovědělo pouze 18 % respondentů. Jižní Korea je vyhlášená jako jedna ze 39 zemí s nejrychleji se rozvíjející akceptací homosexuality. Ve statistikách jsou patrné rapidní věkové rozdíly mezi jednotlivými respondenty: v průzkumu z roku 2013 shledalo 71 % Jihokorejců ve věkovém rozmezí 18-29 homosexualitu akceptovatelnou, zatímco ze skupiny starších 50 let jich bylo pouhých 16 %.
V dubnu 2013 byl zveřejněn výzkum společnosti Gallup poll zadaný konzervativními křesťany, který shledal že 25 % Jihokorejců podporuje stejnopohlavní manželství, zatímco 67 % je proti a 8 % nemá vyhraněný názor. Nicméně další výzkum z května 2013 od Ipsos došel k závěru, že 26 % respondentů podporuje stejnopohlavní manželství a dalších 31 % je pro jinou formu stejnopohlavních svazků.
Podle průzkumu Gallup Korea z roku 2017 bylo 58 % Korejců proti homosexuálním manželstvím, 34 % pro a 8 % nerozhodnutých. Jiná anketa z prosince 2017 od stejné skupiny, jejímž zadavatelem byli mluvčí Národního shromáždění a mediální korporace Munhwa Broadcastin Corporation (MBC), ukázala, že by 41 % Jihokorejců podpořilo legalizaci stejnopohlavních sňatků, zatímco 53 % by bylo proti.
Veřejné podpora legalizace manželství pro páry stejného pohlaví roste v Jižní Koreji velmi rychle. Zatímco v roce 2010 by takovou myšlenku podpořilo jen 31 % lidí ve věku 20 let a 21 % respondentů ve věku 30 let, v roce 2014 tato hodnota narostla na 60 % ku 40 %. Ve věkové skupině nad 60 let se ale toto číslo příliš nezměnilo a zůstalo na hodnotě 14 % ku 15 %). Tato čísla zveřejnil Asan Institute for Policy Studies.
V únoru 2019 průzkum „Korea Social Integration Survey“ od Korea Institute of Public Administration ukázal, že počet lidí, kteří neakceptují homosexuály, poprvé v historii klesl pod 50 %. Jednalo se o postupný pokles z 62 % v roce 2013 na 57 % v roce 2017 a na 49 % v roce 2018. V roce 2018 zbytek respondentů uvedl, že by dokázal akceptovat homosexuály jako sousedy (31 %), kolegy (15 %), blízké přátele (6 %) a manžele (0,4 %).
Podle průzkumu Pew Research Center z roku 2020 zastávalo 44 % Jihokorejců názor, že by homosexualita měla být společensky akceptovatelná. V Jižní Koreji je z 34 sledovaných zemí znát největší generační rozkol mezi respondenty. Zatímco pro 79 % dotázaných ve věku 18-29 let je homosexualita akceptovatelná, u ročníků starších 50 let toto číslo činí pouhých 23 %. Ženy (51 %), lidé s vyšším dosaženým vzděláním (51 %), voliči levicových politických stran (67 %) a nevěřící (60 %) obecně vykazují větší míru akceptace.
Podle průzkumu z května 2021 by 81 % nepovažovalo za spravedlivé, aby byl s někým rozvázán pracovní poměr z důvodu odlišné sexuální orientace. Jen 12 % by takové jednání považovalo za férové.  38 % respondentů bylo pro stejnopohlavní svazky, 52 % proti.

## Cenzura
Je známo, že v letech 2001–2003 jihokorejská vláda prostřednictvím „Komise pro informační a komunikační etiku“ (정보통신윤리위원회), orgánu působícím při Ministerstvu informací a komunikace, blokovala webové stránky s homosexuálním obsahem. Od těchto praktik bylo nakonec zcela upuštěno.

## LGBT lidskoprávní organizace
Rainbow Action (založená v květnu 2008) je koalice LGBT organizací Jižní Koreje. Zahrnuje až 17 zúčastněných organizacích, včetně několika nepřidružených jedinců.:
- GongGam Human Rights Law Foundation
- International Human Rights News „Tong“
- Solidarity for LGBT Human Rights of Korea (DongInRyun)
- Lezpa, a Korean lesbian community radio group
- Crossing the Whole Damn World—LGBTAIQ Totally Queer
- Collective for Sexual Minority Cultures PINKS
- Unni Network
- Byunnal, a Lesbian Human Rights Group at Ewha Womans University
- Network for Glocal Activism
- Sexual Politics Committee in the New Progressive Party
- Christian Solidarity for a World without Discrimination (Chasegiyeon)
- Sexual Minority Committee in the Unified Progressive Party
- Chingusai—Korean Gay Men’s Human Rights Group
- Lesbian Counseling Center in South Korea
- Korean Sexual Minority Culture and Rights Center (KSCRC)
- LGBT Human Rights Committee in Hanyang University
- Solidarity for HIV/AIDS Human Rights, Nanuri+
- Nepřidružení aktivisté: Julie, Carlo, Tari, Tori

Mezi výše uvedenými jsou také organizace s aktivisty působícími na plný úvazek DongInRyun, Chingusai, KSCRC, Unni Network, Network for Glocal Activism. S výjimkou Queer kulturního festivalu, jsou níže uvedené organizace financované členskými příspěvky, dary a sponzoringem.
- DongInRyun: dva aktivisté na plný úvazek, roční rozpočet 50 až 100 milionů wonů ze 100 % hrazen členskými příspěvky a projekty.
- Chingusai: dva aktivisté na plný úvazek, roční rozpočet 100 milionů wonů z 90% hrazen z členských příspěvků a dotací.
- KSCRC: čtyři aktivisté na plný úvazek, roční rozpočet 80 milionů wonů ze 100 % hrazen členskými příspěvky a dary ze soukromého sektoru.
- Unni Network: jeden aktivista na plný úvazek, roční rozpočet 50 až 100 milionů wonů 100 % hrazen z členských příspěvků.
- Network for Glocal Activism: dva aktivisté na plný úvazek, roční rozpočet 100 milionů wonů ze 100 % hrazen z členských příspěvků.

## Životní úroveň
| Legální stejnopohlavní styk                                                            | (Nikdy nebyl trestný)      |
| Stejný věk legální způsobilosti k pohlavnímu styku pro obě orientace                   | (Nikdy nebyl jiný)         |
| Antidiskriminační zákony v zaměstnání                                                  | / (liší se dle jurisdikce) |
| Anti-diskriminační zákony v přístupu ke zboží a službám                                | / (liší se dle jurisdikce) |
| Antidiskriminační zákony v ostatních oblastech (homofobní urážky, zločiny z nenávisti) | / (liší se dle jurisdikce) |
| Stejnopohlavní manželství                                                              | No                         |
| Jiná forma stejnopohlavního soužití                                                    | No                         |
| Adopce dítěte partnera                                                                 | No                         |
| Společná adopce dětí stejnopohlavními páry                                             | No                         |
| Gayové a lesby smějí otevřeně sloužit v armádě                                         | Yes                        |
| Možnost změny pohlaví                                                                  | (2006)                     |
| Přístup k umělému oplodnění pro lesbické ženy                                          | No                         |
| Náhradní mateřství pro gay páry                                                        | No                         |
| MSM smějí darovat krev                                                                 | Yes                        |

### Články
- From 50 to 1,500: Korea Queer Culture Festival turns 10[nedostupný zdroj] by Matt Kelley Fridae.com Archivováno 15. 12. 2019 na Wayback Machine.. 16. červen 2009
- South Korea's legal trans-formation[nedostupný zdroj] by Matt Kelley and Mike Lee Fridae.com Archivováno 15. 12. 2019 na Wayback Machine.. 29. květen 2009
- The deadly reality of South Korea's virtual world[nedostupný zdroj] by Matt Kelley and Mike Lee Fridae.com Archivováno 15. 12. 2019 na Wayback Machine.. 17. říjen 2008
- 2 openly gay, trans South Korean actors commit suicide[nedostupný zdroj] by Matt Kelley Fridae.com Archivováno 15. 12. 2019 na Wayback Machine.. 9. říjen 2008
- Seoul's spring forecast: More visibility for Korea's queers[nedostupný zdroj] by Matt Kelley Fridae.com Archivováno 15. 12. 2019 na Wayback Machine.. 3. červen 2008
- South Korea sees first openly gay politician, but challenges persist for the nation's lesbians[nedostupný zdroj] by Matt Kelley Fridae.com Archivováno 15. 12. 2019 na Wayback Machine.. 18. březen 2008
- Seoul policeman comes out, fights prejudice[nedostupný zdroj] by News Editor Fridae.com Archivováno 15. 12. 2019 na Wayback Machine.. 11. leden 2008
- Exclusion from non-discrimination bill mobilises Korea’s LGBT community[nedostupný zdroj] by Matt Kelley Fridae.com Archivováno 15. 12. 2019 na Wayback Machine.. 23. listopad 2007
- 2007 Seoul LGBT film festival, june 6 to 10[nedostupný zdroj] by News Editor Fridae.com Archivováno 15. 12. 2019 na Wayback Machine.. 6. červen 2007